# Varga Ádám (birkózó)
Varga Ádám (Budapest, 1989. március 17. –) magyar birkózó.
1995-ben kezdett birkózni. A 2008-as junior Eb-n 96 kg-ban 17. volt. A 2014-es világbajnokságon 10. lett. A 2015. évi Európa-játékokon kilencedik volt. 2016 áprilisában a nagybecskereki kvalifikációs versenyen olimpiai kvótát szerzett, de az olimpián Kiss Balázs indult a súlycsoportban.